# Върбица (река)
Вижте пояснителната страница за други значения на Върбица.
Върбица (до 29 юни 1942 г. Сютлийка) е река в Южна България - област Смолян (община Златоград) и област Кърджали (общини Кирково, Момчилград, Джебел и Кърджали), десен приток на Арда. Влива се в язовир „Студен кладенец“. Дължината ѝ е 98,1 km, която ѝ отрежда 28-о място сред реките на България. Тя е най-дългият и най-пълноводен приток на Арда. Отводнява големи части от рида Жълти дял в Западните Родопи и Гюмюрджински снежник и Стръмни рид в Източните Родопи. По цялото си протежение реката е граница между Западните и Източните Родопи.

## Географска характеристика

### Извор, течение, устие
Река Върбица се образува от сливането на двете съставящи я реки Голяма река (лява съставяща) и Малка река (дясна съставяща) в центъра на град Златоград.
За начало се приема Голяма река с десния си приток Ерма река. Последната води началото си от Ардински дял на Западните Родопи, на 1284 m н.в., от северното подножие на граничния връх Мъргазян (1346 m), на около 2 km югозападно от село Мързян, община Златоград. До шосета Мадан – Златоград тече в източна посока, а след това до Златоград в югоизточна, в тясна и дълбока долина, гъсто обрасла с широколистни гори. В центъра на Златоград приема отдясно Малка река (Аламовска река) и двете заедно дават началото на същинската река Върбица.
След Златоград долината на Върбица се разширява, става по-слабо залесена и с множество меандри. В района на село Фотиново, община Кирково реката завива на север и запазва тази си посока до устието си, като долината ѝ става много широка. Влива се отдясно в река Арда (в язовир „Студен кладенец“), на 227 m н.в., в района на село Соколско, община Кърджали.

### Водосборен басейн, притоци
Реката има широк и слабозалесен водосборен басейн, като площта му е 1203 km2, което представлява 20,8% от водосборния басейн на река Арда. Границите на водосборния ѝ басейн са следните:
- на северозапад, по билото на рида Жълти дял – с водосборните басейни на малки десни притоци на река Арда, в т.ч. река Кьошдере;
- на изток, по билото на Стръмни рид – с водосборните басейни на реките Големица и Крумовица, десни притоци на Арда;
- на юг и югозапад, по билото на Гюмюрджински снежник (държавната граница на България с Гърция) – с водосборните басейни на реките Филиури и Сушица, вливащи се директно в Бяло (Егейско море.

Основни притоци: → ляв приток, ← десен приток
- → Голяма река
- ← Козарска река
- ← Малка река (Аламовска река)
- → Балалийска река
- ← Хасидере
- → Неделинска река (Узундере)
- → Папаздере
- → Ахряндере
- → Олудере
- ← Дранговска река
- → Циганско дере
- ← Чорбаджийска река (Къзълач, най-голям приток)
- ← Арпалъшко дере
- → Саръяр дере
- → Джебелска река (Дерменчай)
- ← Чуковска река
- ← Кедикдере
- → Дива река (Читакдере)
- ← Бююкдере
- → Акдере
- ← Чакундере
- ← Джерал

### Хидроложки показатели
Средногодишните валежи по поречието на Върбица достигат до 1000 l/m2, които съчетани с интензивността с различно времетраене, големият водосборен басейн и факта, че валежите са през есента създават предпоставка за големи прииждания на реката и причиняване на наводнения особено в долното течение (околностите на Момчилград). Река Върбица е една от най-поройните реки в цяла България.
Средногодишният отток при моста на шосето Кърджали – Момчилград 22,06 m3/s, като максимумът е през месец януари, а минимумът – август-септември.
- среден наклон на течението – 11 ‰;
- коефициент на извитост – 2,40 (най-висок за целия водосборен басейн на Арда)[3].

## Селища
По течението на реката са разположени 15 населени места, в т.ч. 1 град и 14 села:
- Област Смолян

- Община Златоград – Мързян, Ерма река, Златоград;

- Област Кърджали

- Община Кирково – Пресека, Могиляне, Бенковски, Еровете, Върли дол, Бързея, Крилатица, Фотиново, Старейшино, Върбен;
- Община Момчилград – Птичар, Седлари;
- Община Джебел – няма населени места;
- Община Кърджали – Глухар

## Стопанско значение
Река Върбица, заедно с Неделинска река, е основен ресурс на питейна вода за град Златоград, въпреки екологичните проблеми причинени от канализацията на селата Долен и Ерма река . Във водосборния ѝ басейн са изградени 3 по големи язовира („Ерма река“, „Горубсо“ и „Бенковски“) и множество микроязовира. Големите язовири играят ролята на регулатори на оттока на реката и нейните притоци, поради поройните им характери, а малките микроязовири се използват за местно напояване.
По долината на реката преминават участъци от два пътя от Държавната пътна мрежа:
- Участък от 29,3 km между Кърджали и село Кирково от Републикански път I-5 Русе – Стара Загора – ГКПП Маказа - Нимфея;
- Участък от 29,4 km от разклона за село Ерма река до село Дрянова глава (Община Кирково) от Републикански път III-867 Средногорци – Златоград – Подкова.

В реката има разнообразие на риби: речен кефал, черна мряна, бяла мряна, алай (по-често се среща през пролетта), костур, слънчевка, каракуда и шаран (в долното течение на реката, в близост до устието ѝ в язовир „Студен кладенец“). Срещат се и водни змии, но те са много малко, жаби и видри.

## Други
На 12 декември 1990 г. четири танка и четири военни транспортни машини (МТЛБ) са залети от придошлата река Върбица край Момчилград, като при инцидента загиват 10 войници.

## Топографска карта
- Лист от карта K-35-86. Мащаб: 1 : 100 000.
- Лист от карта K-35-87. Мащаб: 1 : 100 000.